# Nordlanderiana
Nordlanderiana är ett släkte av steklar som beskrevs av Nikolai Vasilevich Kovalev 1989. Nordlanderiana ingår i familjen glattsteklar.
Släktet innehåller bara arten Nordlanderiana grunini.